# Lionel Martin (Rennfahrer)

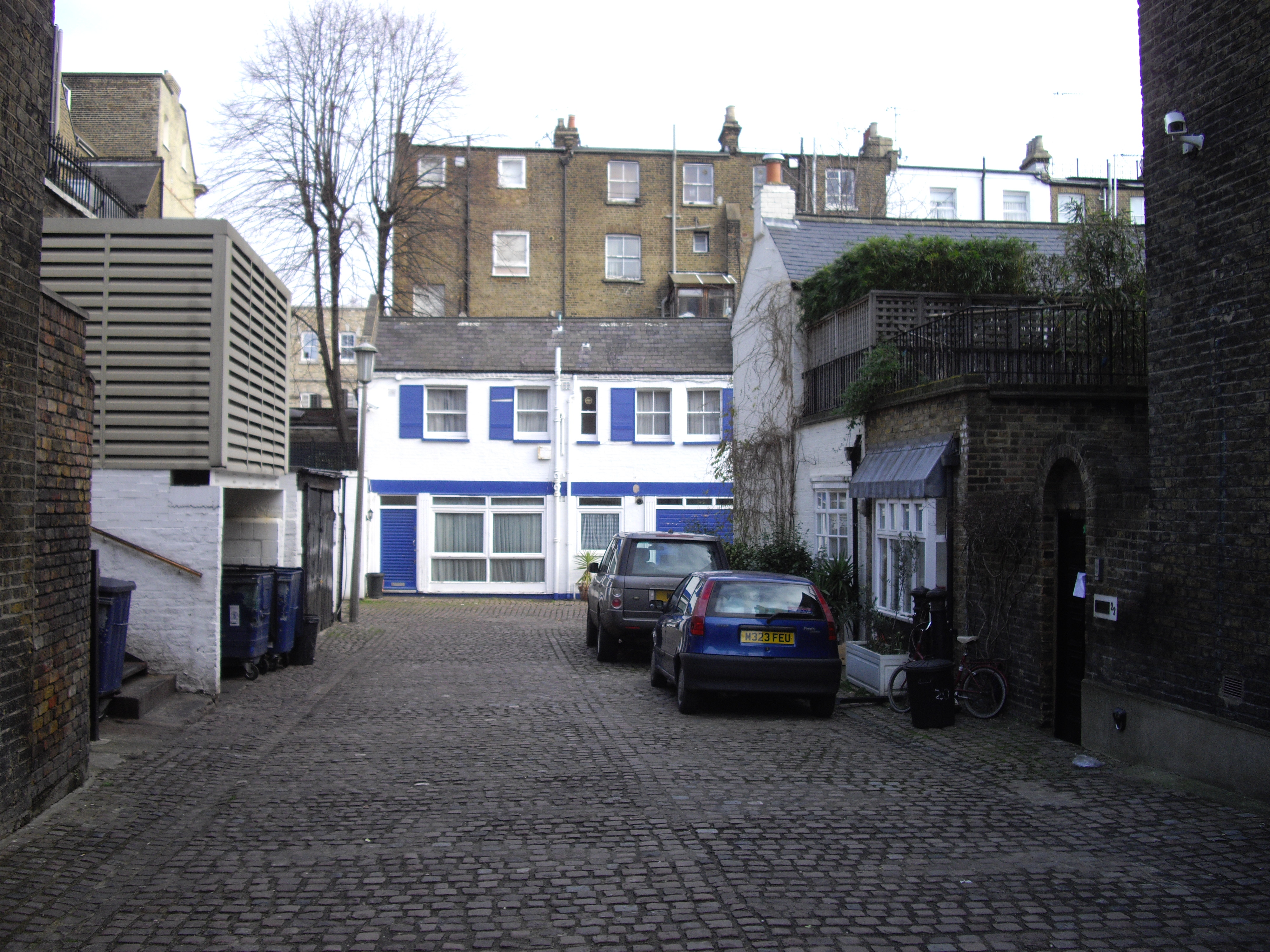
Sitz der Firma Bamford & Martin in London SW3

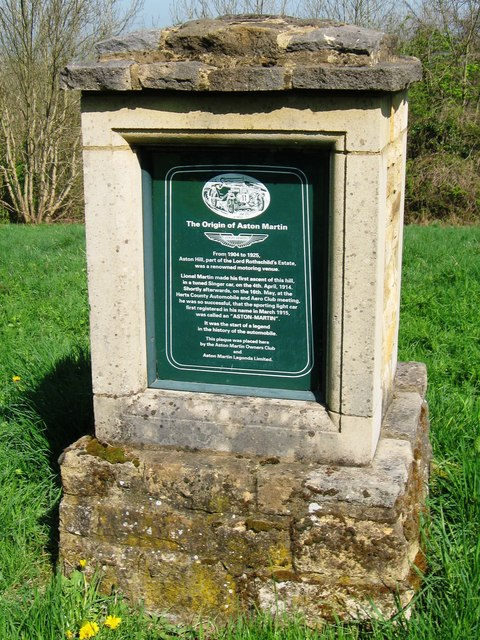
Gedenkstein am Ursprung der Aston-Martin-Autos

Lionel Walker Birch Martin (* 15. März 1878 in Cornwall; † 14. Oktober 1945 in Kingston upon Thames) war ein britischer Geschäftsmann und Automobilrennfahrer aus Cornwall. Er ist neben Robert Bamford einer der beiden Gründer und Namensgeber der Automarke Aston Martin.

## Leben
Lionel Martin entstammte einer Familie, die im Bergbau zu Geld und Ansehen gekommen war. Seine Ausbildung genoss er unter anderem in Eton. Schon früh entdeckte er seine Leidenschaft für den Motorsport. Der Gentleman-Fahrer war bekannt für einen harten, siegorientierten Fahrstil. Neben Autos galt seine Leidenschaft dem Fahrrad. Bezeichnenderweise verstarb Martin auf einem solchen am 14. Oktober 1945 im Alter von 67 Jahren in Kingston, als er auf seinem dreirädrigen Fahrrad auf der Gloucester Road fahrend in einen Verkehrsunfall verwickelt und dabei tödlich verletzt wurde.

## Aston Martin
Am Vorabend des Ersten Weltkriegs, dem 15. Januar 1913, gründete er zusammen mit dem Ingenieur Robert Bamford die Firma Bamford & Martin Ltd. in London. Die Firma befasste sich mit dem Vertrieb von Automobilen der Marke Singer im südenglischen Raum. Nach der Devise Win on sunday, sell on monday beteiligte sich Martin regelmäßig mit Singer-Automobilen an Autorennen. Doch die Fahrzeuge wiesen im Renneinsatz etliche Mängel auf, Bamford und Martin planten daher eine eigene Entwicklung.
Martin hatte gerade mit einem umgebauten Singer 10 am Bergrennen von Aston Clinton teilgenommen, jedoch nicht gewonnen, wie häufig behauptet wird. Dieses Ereignis war jedoch nach seiner überlieferten Aussage der Ausgangspunkt für die Entstehung des Markennamens Aston Martin: After reviewing all the flowers, beasts, birds and fishes that we knew, we got to place names, and as my Singer had recently scored a point or two at the Aston Clinton Hill Climb, the first part of that name was adopted with acclamation and my simple cognomen appended to it. (Wir hatten alle Blumen, wilden Tiere, Vögel und Fische, die wir kannten, durch, und dachten über Ortsnamen nach. Da mein Singer kürzlich beim Bergrennen von Aston Clinton ein paar Punkte geholt hatte, entschieden wir begeistert, den ersten Teil dieses Namens zu verwenden und meinen bescheidenen Familiennamen dranzuhängen.)
Im März 1915 stand der erste Prototyp, spöttisch „Coal Scuttle“ („Kohlenkasten“) genannt, mit einem optimierten Coventry-Simplex-Motor auf den Rädern. Die Zulassung vom 16. März belegt das Kennzeichen AM 4656. Dieser Prototyp wurde von Lionel Martin vier Jahre lang geschunden, bis ein zweites Fahrzeug entwickelt war. Aus diesem, 1920 fertiggestellten, Fahrzeug entstand ab 1923 eine erste Kleinserienproduktion. Der Ingenieur Robert Bamford verließ jedoch kurz zuvor das junge Unternehmen, da er an der Serienfertigung das Interesse verloren hatte.
Lionel Martin fand in dem Millionärssohn und leidenschaftlichen Rennfahrer Graf Louis Zborowski einen neuen, finanzkräftigen Partner. Doch der Graf verunglückte, nachdem er einige Rekorde und Rennerfolge für Aston Martin verbucht hatte, am 19. Oktober 1924 in Monza tödlich. Für Lionel Martin hatte dies fatale Folgen: Die erfolgreichen, aber mit ca. 700 bis 750 Pfund Sterling teuren, Aston Martins verkauften sich schleppend, die Firma geriet in finanzielle Schwierigkeiten. Martin musste die Geschäftsführung aufgeben und zog sich enttäuscht aus dem Unternehmen zurück.